# Molophilus reductus
Molophilus reductus là một loài ruồi trong họ Limoniidae. Chúng phân bố ở miền Australasia.